# أبو علي الأنباري
أبو علي الأنباري أو أبو علاء العفري أو أبو علاء الدار إسلامي أو أبو صهيب العراقي أو عبد الله بن رشيد البغدادي أو أبو حسن قرداش أو أبو مصعب الشامي هي أسماء متعددة لشخص واحد اسمه الكامل عبد الرحمن بن محمد بن مصطفى بن عبد القادر بن وهب بن حسن بن عبد الرحمن بن حسين بن سيد صوم القادولي، ولد يوم الخميس 28 ربيع الأول 1379 هـ الموافق لـ1 أكتوبر 1959 في قرية الخرايج من ناحية ربيعة في محافظة نينوى من أبوين مسلمين، توفي في شرق سوريا يوم 18 مارس 2016 بتفجير حزامه الناسف في عملية إنزال جوي عسكري استهدفه أثناء تنقله إلى الموصل.
وهو أحد أعضاء مجلس الشورى في تنظيم الدولة الإسلامية، قيل في أخبار مشكوك في أمرها أنه تسلم القيادة العسكرية للدولة الإسلامية بعد خبر إصابة قائدها أبو بكر البغدادي. ينحدر من أصل تركماني من جهة أمه حيث كان جده من أرمينيا والذي انتقل للعراق في سن 4 سنوات.

## حياته
أتمَّ دراسته الابتدائية بتفوق، ثم التحق بالمعهد الإسلامي بتلعفر. وعندما أتمَّ الدراسة بالمعهد أكمل دراسته في كلية الشريعة ببغداد وتخرج منها سنة 1402 هـ الموافق لـ1982م. والتحق لاحقًا بالخدمة العسكرية (الإلزامية) زمن صدام حسين بسبب حرب الخليج الأولى ودام التحاقه بها 7 سنوات.
تم تعيينه اثر ذلك مدرسا لمادة التربية الإسلامية في منطقة مجمع برزان القريب من زمار. ثم انتقل إلى مدينة تلعفر ليبدأ التدريس في ثانوية الجزيرة في حي الخضراء.
تم تعيينه في 1418 هـ الموافق لـ1997م خطيبا لجامع العمري بتلعفر، بدأ لاحقاً في مرحلة احتدام مع الشيعة بسبب خطبة جمعة (شرك الاستعانة بغير الله تعالى) فتسبب ذلك في استدعائه عديد المرات إلى مقرات الأمن وحزب البعث والشعبة الخامسة حتى تم عزله بعد عامين.

## مسيرته
سافر إلى أفغانستان في عام 2001 مع ثلاث من رفقائه:(علي فطو المكنى أبو عمر، خضر كنة، وعد الله الخياط). وبعد أحداث هجمات 11 سبتمبر تأثر بأسامة بن لادن فقام بتكوين تنظيم سري يتكون من حوالي 20 شخص (في البداية) بتلعفر. زاره لاحقًا موفد عن جماعة أنصار الإسلام أثر فيه بتزكية أبو مصعب الزرقاوي وكان هذا التمهيد لالتحاقه بهم، فكان في البداية يصنع كواتم الاسلحة لهم داخل بيته لحوالي شهرين مع بعض المساعدين. وفي عام 2003 عندما حصلت حرب العراق وسقوط حزب البعث العراقي، عاد لإلقاء خطب تحريضية في جامع مصعب بن عمير طرح من خلاله أفكاره، ثم تابع القتال ضد الجيش الأمريكي ليصبح نائبًا لأمير أنصار الإسلام أبي عبد الله الشافعي ليظهر في إصدار «رياح النصر» الذي يوثق أعمال الجماعة في المدن العراقية.
عندما أصبح أبو مصعب الزرقاوي أميرا لجماعة التوحيد والجهاد، تعهد بالولاء له حيث بايعه في عام 2004 بعد أن ترك جماعة أنصار الإسلام، فأصبح نائب أمير تنظيم القاعدة في العراق، وجُعِل واليًا (مسؤول) على المنطقة الشمالية (نينوى وكركوك). وبعد انضمامه للتنظيم بأشهر تم القبض عليه من قبل قوة أمريكية في مدينة الموصل سنة 2005 دون أن يتمكنوا من التعرف عليه بسبب استعماله هوية مزيفة، وسُجن في سجن أبو غريب لمدة ستة أشهر قبل أن يُطلق سراحه يوم الثلاثاء 1 رمضان 1426 هـ  الموافق 4 أكتوبر 2005م. سافر بعدها إلى باكستان تحديداً لمنطقةوزيرستان، حيث التقى بقادة تنظيم القاعدة أبو يحيى الليبيو مصطفى أبو اليزيد و عطية الله الليبي، ليعود بأوامر تقضي بتأسيس مجلس شورى المجاهدين (الذي يعتبر النواة لتنظيم دولة العراق الاسلامية الذي اصبح فيما بعد تنظيم الدولة الإسلامية (داعش)) وكان ذلك في إصدار صوتي بعنوان «أبشري أمة الإسلام».
تم اعتقاله مجددًا يوم الإثنين 12 ربيع الأول 1427 هـ الموافق لـ10 أبريل 2006م مع ستة ممن كانوا معه في اجتماع خاص في منطقة الرضوانية، لكن عكس المرة السابقة فقد تم التعرف عليه. فتمَّ التحقيق معه لمدة أربع أشهر في مطار عسكري ثم نُقِلَ إلى معتقل كروبر حيث سُجِّلَ كسجين خطر برقم 200348،قضى أكبر فترة سجن له (تم نقله لفترة معينة إلى سجن بوكا).
خرج من السجن في يوم الثلاثاء 27 ربيع الثاني 1433 هـ الموافق لـ20 مارس 2012 فتم ترشيحه من قبل أبو بكر البغدادي ليصبح نائبه بعد مقتل النائب السابق في غارة أمريكيَّةٍ.

## مقتله
استلم أبو علي الأنباري أمرًا من أبو بكر البغدادي بإدارة ديوان المال جعله يتنقل بين العراق وسوريا شهريًّا مما سهَّل استهدافه. أعلنت وزارة الدفاع العراقية الأربعاء 13 مايو 2015، عن مقتل عدد من قادة تنظيم الدولة من بينهم أبو علي الأنباري، في عملية عسكرية نفذتها القوات العراقية بالتعاون مع قوات التحالف الدولي بإنزال جوي في طريق عودة الأنباري إلى الموصل في منطقة بين العراق وسوريا قريبة من بلدة الشدادي. حيث فجر الأنباري نفسه بحزام ناسف.

## الرثاء
أصدر تنظيم الدولة الإسلامية إصدارًا مرئيًّا أسماه «صولة الأبرار على البيشمركة الكفار 2» مع قصيدة شعرية رثاءً لمقتله؛

## هامش
1. ↑  أبو علي الأنباري: كُنية اشتهر بها في سوريا.
2. ↑  أبو علاء العفري: كُنية نسبة إلى البكر من أولاده وهي أول كُنية عُرف بها.
3. ↑  أبو علاء الدار إسلامي: كُنية نشرها تنظيم الدولة الإسلامية في محاضرات ألقاها بعنوان "شرك الطاعة".
4. ↑   أبو صهيب العراقي: كان يعتمد الكُنية في مراسلاته الخارجية.
5. ↑  عبد الله بن رشيد البغدادي: كُنية استخدمها بعدما أصبح أميرًا لمجلس شورى المجاهدين في العراق.
6. ↑  أبو حسن قرداش: كُنيته في سجن أبو غريب وسجن بوكا.